# Даріуш Ольшевський
Даріуш Ольшевський (пол. Dariusz Olszewski; нар. 26 листопада 1967, Отвоцьк) — польський політик, спортивний діяч, депутат Сейму V та IX скликання, президент Польського регбійного союзу.

## Біографія
2005 року закінчив менеджмент і маркетинг в Університеті підприємництва та соціальних наук в Отвоцку. 2006 року отримав ступінь магістра з менеджменту організації в Університеті фінансів і менеджменту в Білостоку. 2019 року пройшов у Познані програму Executive MBA у Вищій школі торгівлі та послуг. Працював на приватному підприємстві та посадовою особою місцевого самоврядування. 2001 року, на парламентських виборах невдало балотувався до Сейму зі списку «Права і справедливості». Засідав в обласних органах партії. Обіймав посаду віце-президента Польської молодіжної спортивної федерації, був активістом спортивного клубу «Мазур Карчев».
2005 року на парламентських виборах був обраний до сейму по варшавському передміському округу. У 2007 році не був включений до виборчого списку ПіС. У 2009 році невдало балотувався зі списку від Правих Речі Посполитої на виборах до Європарламенту у Варшавському виборчому окрузі, а у січні 2010 року він став членом правління новоствореної партії «Polska Plus», яку було розпущено у вересні того ж року. На місцевих виборах 2010 року невдало балотувався на посаду мера Карчева від виборчого комітету виборців «Наш спільний дім» (отримав 8,06% голосів). У 2012 році залучився до розбудови мазовецьких структур новоствореної партії «Солідарна Польща».
2016 року був обраний президентом Польського регбійного союзу. 2019 року, на парламентських виборах, як представник «Солідарної Польщі» знову балотувався до Сейму зі списку «Права і Справедливості». Був обраний депутатом IX скликання, назбиравши 7454 голоси.

## Особисте життя
Живе в Карчеві. Одружений, має двох синів.